# Roberto Bullara
Roberto Bullara (Pordenone, 3 aprile 1964) è un cestista italiano.

## Carriera

### Club
Arrivato alla Viola Reggio Calabria direttamente dalla "sua" Gorizia per un puro scherzo del destino, ci sarebbe dovuto rimanere un biennio. Vi rimase ben 7 stagioni, diventandone un idolo e una bandiera. Sul parquet dello Stretto ha giocato assieme a Sconochini, Avenia, Volkov (altri nomi storici della squadra calabrese), è stato allenato da Carlo Recalcati. Leader in campo e fuori, ha letteralmente trascinato nel 1993 la Viola dei miracoli, negli anni '80 e '90 unico vessillo sportivo di tutta l'Italia del Sud, al miglior risultato della sua storia: semifinale scudetto sfiorata e quinto posto al termine dei play-off.
Terminata l'epoca d'oro della squadra calabrese, ha ripreso la strada di casa, accasandosi per due anni a Verona, dove, nonostante l'età già avanzata e gli anni migliori trascorsi in Calabria, ha contribuito alla conquista di una Coppa Korac.
Segue poi un altro biennio a Trieste e un'ultima stagione nell'altra Reggio, dove ha chiuso la carriera da professionista.
Nella stagione 2019-2020 sta ancora giocando attivamente in serie C regionale Friuli Venezia Giulia con la Dinamo 609 Gorizia.

### Nazionale
Le prestazioni ottenute con la maglia della Viola gli hanno spalancato le porte della Nazionale, chiamato in azzurro da Ettore Messina. La carriera azzurra non è stata molto lunga, contando infatti solo di 16 presenze per 79 punti segnati, ma utile per mettersi al collo una medaglia, vale a dire un argento ai Goodwill Games di San Pietroburgo del 1994.

#### Presenze e punti
| Cronologia completa delle presenze e dei punti in Nazionale - Italia | Cronologia completa delle presenze e dei punti in Nazionale - Italia | Cronologia completa delle presenze e dei punti in Nazionale - Italia | Cronologia completa delle presenze e dei punti in Nazionale - Italia | Cronologia completa delle presenze e dei punti in Nazionale - Italia | Cronologia completa delle presenze e dei punti in Nazionale - Italia | Cronologia completa delle presenze e dei punti in Nazionale - Italia | Cronologia completa delle presenze e dei punti in Nazionale - Italia |
| Data                                                                 | Città                                                                | In casa                                                              | Risultato                                                            | Ospiti                                                               | Competizione                                                         | Punti                                                                | Note                                                                 |
| -------------------------------------------------------------------- | -------------------------------------------------------------------- | -------------------------------------------------------------------- | -------------------------------------------------------------------- | -------------------------------------------------------------------- | -------------------------------------------------------------------- | -------------------------------------------------------------------- | -------------------------------------------------------------------- |
| 09/02/1994                                                           | Vicenza                                                              | Italia                                                               | 91 - 61                                                              | Ucraina                                                              | Amichevole                                                           | 12                                                                   |                                                                      |
| 30/06/1994                                                           | Bologna                                                              | Italia                                                               | 91 - 98                                                              | Stati Uniti                                                          | Torneo amichevole                                                    | 10                                                                   |                                                                      |
| 01/07/1994                                                           | Bologna                                                              | Italia                                                               | 77 - 69                                                              | Germania                                                             | Torneo amichevole                                                    | ne                                                                   |                                                                      |
| 02/07/1994                                                           | Bologna                                                              | Italia                                                               | 95 - 69                                                              | Grecia                                                               | Torneo amichevole                                                    | 13                                                                   |                                                                      |
| 08/07/1994                                                           | Berlino                                                              | Italia                                                               | 79 - 64                                                              | Germania                                                             | Torneo amichevole                                                    | 2                                                                    |                                                                      |
| 09/07/1994                                                           | Berlino                                                              | Italia                                                               | 86 - 95                                                              | Canada                                                               | Torneo amichevole                                                    | ne                                                                   |                                                                      |
| 10/07/1994                                                           | Berlino                                                              | Italia                                                               | 79 - 89                                                              | Russia                                                               | Torneo amichevole                                                    | 1                                                                    |                                                                      |
| 13/07/1994                                                           | Atene                                                                | Italia                                                               | 91 - 96                                                              | Jugoslavia                                                           | Torneo Acropolis 1994                                                | 15                                                                   |                                                                      |
| 14/07/1994                                                           | Atene                                                                | Italia                                                               | 67 - 72                                                              | Russia                                                               | Torneo Acropolis 1994                                                | 5                                                                    |                                                                      |
| 15/07/1994                                                           | Atene                                                                | Italia                                                               | 73 - 70                                                              | Argentina                                                            | Torneo Acropolis 1994                                                | 12                                                                   |                                                                      |
| 16/07/1994                                                           | Atene                                                                | Italia                                                               | 62 - 80                                                              | Grecia                                                               | Torneo Acropolis 1994                                                | 5                                                                    |                                                                      |
| 23/07/1994                                                           | San Pietroburgo                                                      | Italia                                                               | 72 - 67                                                              | Brasile                                                              |                                                                      | 0                                                                    | Goodwill Games                                                       |
| 24/07/1994                                                           | San Pietroburgo                                                      | Italia                                                               | 79 - 77                                                              | Croazia                                                              |                                                                      | 2                                                                    | Goodwill Games                                                       |
| 25/07/1994                                                           | San Pietroburgo                                                      | Italia                                                               | 83 - 69                                                              | Porto Rico                                                           |                                                                      | 2                                                                    | Goodwill Games                                                       |
| 27/07/1994                                                           | San Pietroburgo                                                      | Italia                                                               | 81 - 72                                                              | Stati Uniti                                                          |                                                                      | 0                                                                    | Goodwill Games                                                       |
| 28/07/1994                                                           | San Pietroburgo                                                      | Italia                                                               | 80 - 94                                                              | Porto Rico                                                           |                                                                      | 0                                                                    | Goodwill Games                                                       |
| Totale                                                               |                                                                      | Presenze                                                             | 16                                                                   |                                                                      | Punti                                                                | 79                                                                   |                                                                      |

## Palmarès

### Club
- Supercoppa italiana: 1

Scaligera Verona: 1996
- Coppa Korać: 1

Scaligera Verona: 1997-1998

### Nazionale
- Goodwill Games

 San Pietroburgo 1994